# Zarautz
Zarautz é um município da Espanha na província de Guipúscoa, comunidade autónoma do País Basco. Tem 14,8 km² de área e em 2021 tinha 23 271 habitantes (densidade: 1 572,4 hab./km²).

## Demografia
| Variação demográfica do município entre 1991 e 2006 | Variação demográfica do município entre 1991 e 2006 | Variação demográfica do município entre 1991 e 2006 | Variação demográfica do município entre 1991 e 2006 |
| --------------------------------------------------- | --------------------------------------------------- | --------------------------------------------------- | --------------------------------------------------- |
| 1991                                                | 1996                                                | 2001                                                | 2004                                                |
| 18007                                               | 19202                                               | 21078                                               | 21906                                               |